# Вулканы Кабо-Верде
Список действующих и потухших вулканов Кабо-Верде.
| Наименование | Высота | Местоположение            | Последнее извержение |
| ------------ | ------ | ------------------------- | -------------------- |
| Брава        | 900 м  | 14°51′ с. ш. 24°43′ з. д. | Голоцен              |
| Фогу         | 2829 м | 14°57′ с. ш. 24°21′ з. д. | 1995                 |
| Сан-Висенте  | 725 м  | 16°51′ с. ш. 24°58′ з. д. | Голоцен              |